# Dasychira mkattana
Dasychira mkattana är en fjärilsart som beskrevs av Embrik Strand 1912. Dasychira mkattana ingår i släktet Dasychira och familjen tofsspinnare. Inga underarter finns listade i Catalogue of Life.